# Germaine Long
Germaine Long est une joueuse d'échecs française.

## Championne de France féminine 1941
Germaine Long devient championne de France en 1941.
Organisé sous le patronage du Petit Parisien, le tournoi s'est déroulé dans les locaux du cercle Caïssa où elle termine première avec 4 points.
Germaine Long participe également au championnat de 1942 où elle finit en deuxième place avec 3 points,.